# Андреа Чистана
Андреа Чистана (італ. Andrea Cistana, нар. 1 квітня 1997, Брешія) — італійський футболіст, захисник клубу «Брешія».

## Клубна кар'єра
Народився 1 квітня 1997 року в місті Брешія. Вихованець академії місцевого однойменного клубу.
У дорослому футболі дебютував 2016 року виступами на умовах оренди за команду «Чиліверге» з четвертого італійського дивізіону, де провів один сезон.
Повернувшись до лав «Брешії», не зміг пробитися до її основної команди і за півроку був знову відданий в оренду, цього разу до третьолігового «Прато».
Після півроку виступів за «Прато» знову повернувся до «Брешії», цього разу відразу ставши її основним захисником. Допоміг команді за результатами сезону 2018/19 виграти Серію B і здобути підвищення в класі до елітного італійського дивізіону. Утім за результатами сезону 2019/20 команда відразу ж втратила місце у найвищому дивізіоні, і гравець продовжив захищати її кольори на рівні другої ліги італійської першості.

## Кар'єра у збірній
На початку листопада 2019 року 22-річного гравця, що не мав досвіду виступів за юнацькі і молодіжні збірні Італії та провів на той час лише близько 10 ігор у Серії A, було викликано до лав національної збірної країни, що готувалася до заключних ігор відбору на Євро-2020. Щоправда у цих іграх захисник у лавах головної команди країни так й не дебютував.

## Статистика виступів

### Статистика клубних виступів
Станом на 29 серпня 2022 року
| Сезон              | Команда            | Чемпіонат          | Чемпіонат | Чемпіонат | Національний кубок | Національний кубок | Національний кубок | Континентальні кубки | Континентальні кубки | Континентальні кубки | Інші змагання | Інші змагання | Інші змагання | Усього | Усього | Усього |
| Сезон              | Команда            | Ліга               | Ігор      | Голів     | Ліга               | Ігор               | Голів              | Ліга                 | Ігор                 | Голів                | Ліга          | Ігор          | Голів         | Ігор   | Голів  |        |
| ------------------ | ------------------ | ------------------ | --------- | --------- | ------------------ | ------------------ | ------------------ | -------------------- | -------------------- | -------------------- | ------------- | ------------- | ------------- | ------ | ------ | ------ |
| 2016–17            | «Чиліверге»        | D                  | 28        | 1         | КІ-D               | 0                  | 0                  | -                    | -                    | -                    | -             | -             | -             | 28     | 1      |        |
| 2017-січ. 2018     | «Брешія»           | B                  | 0         | 0         | КІ                 | 0                  | 0                  | -                    | -                    | -                    | -             | -             | -             | 0      | 0      |        |
| січ.-черв. 2018    | «Прато»            | C                  | 10        | 0         | КІ-C               | 0                  | 0                  | -                    | -                    | -                    | -             | -             | -             | 10     | 0      |        |
| 2018–19            | «Брешія»           | B                  | 30        | 0         | КІ                 | 0                  | 0                  | -                    | -                    | -                    | -             | -             | -             | 30     | 0      |        |
| 2019–20            | «Брешія»           | A                  | 21        | 1         | КІ                 | 0                  | 0                  | -                    | -                    | -                    | -             | -             | -             | 21     | 1      |        |
| 2020–21            | «Брешія»           | B                  | 13+1      | 1         | КІ                 | 0                  | 0                  | -                    | -                    | -                    | -             | -             | -             | 14     | 1      |        |
| 2021–22            | «Брешія»           | B                  | 37+1      | 4         | КІ                 | 1                  | 0                  | -                    | -                    | -                    | -             | -             | -             | 39     | 4      |        |
| 2022–23            | «Брешія»           | B                  | 2         | 0         | КІ                 | 1                  | 0                  | -                    | -                    | -                    | -             | -             | -             | 3      | 0      |        |
| Усього за «Брешію» | Усього за «Брешію» | Усього за «Брешію» | 103+2     | 6         |                    | 2                  | 0                  |                      | -                    | -                    |               | -             | -             | 107    | 6      |        |
| Усього за кар'єру  | Усього за кар'єру  | Усього за кар'єру  | 141+2     | 7         |                    | 2                  | 0                  |                      | -                    | -                    |               | -             | -             | 145    | 7      |        |